# Észtországi bankok listája
Észtországban 2017-ben az alábbi 16 bank működött. 
| Bank                           | Mérlegfőösszeg | Piaci részesedés | Nettó eredmény | Ország     |
| ------------------------------ | -------------- | ---------------- | -------------- | ---------- |
| Swedbank AS                    | € 9963,79      | 39,43%           | € 191,19       | Svédország |
| AS SEB Pank                    | € 5919,21      | 23,42%           | € 67,32        | Svédország |
| Luminor Bank AS                | € 3579,19      | 14,16%           | € 7,46         | Svédország |
| AS LHV Pank                    | € 1726,10      | 6,83%            | € 10,92        | Észtország |
| Danske Bank A/S Eesti          | € 1557,45      | 6,16%            | € 6,05         | Dánia      |
| OP Corporate Bank plc Eesti    | € 646,30       | 2,56%            | € 2,25         | Finnország |
| Bigbank AS                     | € 457,44       | 1,81%            | € 17,13        | Észtország |
| Coop Pank AS                   | € 367,31       | 1,45%            | € −0,29        | Észtország |
| Versobank AS                   | € 293,73       | 1,16%            | € 0,30         | Észtország |
| Tallinna Äripanga AS           | € 231,85       | 0,92%            | € 2,35         | Észtország |
| AS Citadele banka Eesti        | € 178,38       | 0,71%            | € 1,48         | Lettország |
| Svenska Handelsbanken AB Eesti | € 146,76       | 0,58%            | € −0,48        | Svédország |
| AS Inbank                      | € 126,37       | 0,50%            | € 7,74         | Észtország |
| Scania Finans AB Eesti         | € 50,02        | 0,20%            | € 1,11         | Svédország |
| Nordea Bank Abp Eesti          | € 26,36        | 0,10%            | € 25,15        | Svédország |
| Folkefinans AS Eesti           | € 0,15         | 0,00%            | € 0,19         | Norvégia   |